# Jak spędziłem koniec lata
Jak spędziłem koniec lata (ros. Как я провёл этим летом) – rosyjski dramat sensacyjny z 2010 roku w reżyserii i według scenariusza Aleksieja Popogrebskiego. Zdjęcia kręcono na Czukotce.
Obraz miał swoją premierę w konkursie głównym na 60. MFF w Berlinie, gdzie otrzymał Srebrnego Niedźwiedzia za role męskie oraz za najlepsze zdjęcia.
Film przedstawia historię dwóch mężczyzn, którzy pracując w odizolowanej stacji meteorologicznej na wyspie Aarczym, stopniowo zaczynają tracić kontakt z rzeczywistością.

## Obsada
- Grigorij Dobrygin − Paweł
- Siergiej Puskepalis − Siergiej
- Igor Czerniewicz − Sofronow (głos)
- Ilja Sobolew − Wołodia (głos)
- Artiom Cukanow − Staś (głos)

## Nagrody i nominacje
60. MFF w Berlinie
- Srebrny Niedźwiedź dla najlepszego aktora − Grigorij Dobrygin i Siergiej Puskepalis
- Srebrny Niedźwiedź za wybitne osiągnięcie artystyczne − Pawieł Kostomarow za najlepsze zdjęcia

Europejskie Nagrody Filmowe 2010
- nominacja: Najlepszy europejski operator − Pawieł Kostomarow